# هیلاری کالدول
هیلاری کالدول (انگلیسی: Hilary Caldwell؛ زادهٔ ۱۳ مارس ۱۹۹۱) شناگر اهل کانادا است.
وی در مسابقات کشوری و بین‌المللی در مجموع برندهٔ ۱ مدال طلا، ۱ مدال نقره، ۳ مدال برنز شده‌است.